# Metoda sieciowa (terapia)
Metoda sieciowa (ang. network therapy) – ma za zadanie łączenie ludzi i nawiązywanie interakcji, którzy są w otoczeniu klienta, a mogą okazać się pomocni w jego problemie. Mogą to być zarówno specjaliści, liderzy lokalni, personel placówek pomocowych czy przedstawiciele kościoła, ale także bliscy i rodzina. Osoba koordynująca tę metodę pomaga w nawiązaniu interakcji, mających na celu pomoc osobie w przezwyciężeniu jej problemu. 
Metoda ta, może przebiegać także w formie aranżowania interakcji osób o podobnych problemach, i ma wtedy na celu wsparcie uzyskiwane w terapeutycznych procesach grupowych.